# Osmanski napad na Brač 1571.
Osmanski napad na Brač, vojna operacija osmanskih pomorskih snaga. Trajala je od tijekom kolovoza 1571. godine za Ciparskog rata, koji je svoje izdvojeno bojište imao i u južnim hrvatskim primorskim krajevima. Kolovoza 1571. godine pohod osmanske flote predvodio je alžirski potkralj Uluz–Alija (Uluç-Ali, Uluč-Ali) i zapovjednik Valone Karakoz (Karakozija).:111.

## Uvodni događaji
Brodovlje kršćanske Svete lige okupilo se u Messini. Kršćanske države okupile su se u savez koji je potaknuo papa Pio V. za pomoć Famagosti na Cipru koji je bio pod osmanskom opsadom. Konačni cilj kršćanske akcije bio je oslabiti osmansku moć na istočnom Sredozemlju. Listopada 1571. zbila se je poslije glasovita Bitka kod Lepanta. Tako su brojna mora ostala slabo čuvana. 
To je iskoristio alžirski beg (gusari s Berberske obale u Alžiru) Uluz-Ali (Ali-paša) i zapovjednik Valone Karakoz te su svojim brodovima dojedrili u Jadran,:112. zauzeli Ulcinj, Bar i Budvu te zatim u južne hrvatske vode.:112.
U dubrovačkom pomorju naišli su na mletačku galiju kojim je zapovijedao soprakomit Francesco Tron i napali su ju. Progon je trajao do dubrovačke luke. Mlečani su se spasili nasilnim uplovljavanjem u luku, prekinuvši željezni lučki lanac. Uluz-Ali je zatražio da mu izruče Mlečića, no Dubrovačka Republika je odbila. Na to je Uluz-Alija otplovio 13. kolovoza ka Korčuli. 15. kolovoza napao je grad Korčulu.:112. Zbog kvalitetno organizirane obrane mještana predvođenih arhiđakonom Rozanovićem, snažnoj buri, a prema živoj vjeri u mjesnom katoličkom puku i zagovora Blažene Djevice Marije koja je svojim zagovorom očuvala Korčulu od osvajačkih osmanskih napada:112., osmanske snage su odustale. 
Otplovile su ka Hvaru i Visu koje su napale još istog dana, a napad je trajao nekoliko dana.:112. Na Hvaru su opustošili Hvar, Stari Grad i Vrbosku.

## Bitka
Na Braču su napali Pučišća. Obrambene kule iz 15. stoljeća omogućile su kvalitetnu obranu te su odbili osmanski napad.

## Posljedice
Radi obrane od mogućih novih osmanskih napada, bračko je plemstvo dalo podići nove kaštele u primorskim mjestima i u unutrašnjosti te su tako u Škripu podigli kaštel Cerinić i pregradili kulu Radojković.